# Sarija Fasullowna Mirschanowa
Sarija Fasullowna Mirschanowa (russisch Сария Фазулловна Миржанова; * 24. Dezember 1924 im Dorf Kuskarowo bei Belorezk, Baschkirische ASSR; † 25. November 2000 in Ufa, Baschkortostan) war eine sowjetische bzw. russische Linguistin und Turkologin baschkirischer Herkunft.

## Leben
Mirschanowa besuchte die baschkirische Pädagogik-Schule in Temjassowo bei Baimak mit Abschluss und arbeitete dann als Liehrerin für Russische Sprache und Literatur in der Mittelschule Askarowo. Nach dem Studium am Lehrer-Institut Magnitogorsk (Abschluss 1948) unterrichtete sie Russische Sprache und Literatur an Mittelschulen in Sibai und Chabarowsk.
Ab 1955 arbeitete Mirschanowa in Ufa zunächst als Oberlaborantin im Institut für Geschichte, Sprache und Literatur der Baschkirischen Filiale (BF) der Akademie der Wissenschaften der UdSSR (AH-SSSR, seit 1991 Russische Akademie der Wissenschaften (RAN)). Neben ihrer Arbeit hatte sie an dem nach Kliment  Timirjasew benannten Baschkirischen Staatlichen Pädagogischen Institut in Ufa studiert mit Abschluss 1956.
Im Institut für Geschichte, Sprache und Literatur erforschte Mirschanowa bis 1994 die vielfältigen Dialekte der Baschkirischen Sprache. Sie verteidigte mit Erfolg 1967 ihre Kandidat-Dissertation über den Kubaljakski-Dialekt der Baschkirischen Sprache. Die weitergeführten Untersuchungen führten 1979 zu der Monografie über den Süd-Dialekt der Baschkirischen Sprache, der 1984 das Thema ihrer erfolgreich verteidigten Doktor-Dissertation war. Ihre Monografie über den Nordwest-Dialekt der Baschkirischen Sprache folgte 1991. Sie wurde als Spezialistin für türkische und baschkirische Dialektologie und Lexikografie bekannt und war beteiligt an der Erstellung des dreibändigen Wörterbuchs der baschkirischen Dialekte und verschiedener russisch-baskirischer und anderer Wörterbücher. Auch erforschte sie die gegenseitige Beeinflussung der Sprachen und Dialekte in der jeweiligen Umgangs- und Literatursprache.
Im Folklore-Ensemble Kubair war Mirschanowa Solistin und war an vielen gewonnenen Wettbewerben beteiligt. Melodija-Schallplatten mit von Mirschanowa vorgetragenen Volksliedern erschienen in den 1970er und 1980er Jahren. Sie sammelte Werke der baschkirischen Volkskunst.
Mirschanowa starb in Ufa nach langer Krankheit am 25. November 2000 und wurde auf dem Timaschewskoje-Friedhof begraben.

## Ehrungen
- Verdiente Kulturarbeiterin der Baschkirischen ASSR (1985)[1]